# Belcea Quartet
Il Belcea Quartet è un quartetto d'archi, formato nel 1994 sotto la direzione della violinista Corina Belcea.

## Storia
Il quartetto fu formato mentre i suoi membri studiavano al Royal College of Music di Londra. Nel periodo in cui sono stati lì venivano educati dal Chilingirian Quartet. Successivamente studiarono con il Quartetto Alban Berg a Colonia.
Il quartetto è stato uno dei primi gruppi a partecipare all progetto della BBC Radio 3 New Generation Artists, dal 1999 al 2001. Fecero il loro debutto alla Carnegie Hall nel 2000 come parte della serie "Distinctive Debuts". La loro prima esibizione al Festival Internazionale di Edimburgo fu nell'agosto del 2001. Il Belcea è stato un quartetto in residenza alla Wigmore Hall di Londra dal 2001 al 2006. Durante la sua residenza a Wigmore il quartetto partecipò alle prime esecuzioni de The Canticle of the Rose di Joseph Phibbs.
Nella stagione 2010/11 il Belcea Quartet diede la prima mondiale del nuovo lavoro di Mark-Anthony Turnage per quartetto d'archi Twisted Blues with Twisted Ballad alla Wigmore Hall, alla Kölner Philharmonie, al Concertgebouw di Amsterdam ed alla Wiener Konzerthaus. A maggio 2011 hanno curato il loro progetto "Beethoven & Schubert: Final Years" con concerti ad Aldeburgh, al Grand Auditorium della Fondazione Gulbenkian ed alla Philharmonie Luxembourg, collaborando con Imogen Cooper, Ian Bostridge, Mark Padmore, Julius Drake e Valentin Erben. Verso la fine del 2011 il Quartetto Belcea ha intrapreso un ambizioso progetto sui quartetti d'archi completi di Beethoven con cicli di concerti programmati nel Regno Unito, Germania, Austria, Svezia e Stati Uniti.
Il Belcea Quartet ha vinto il Gramophone Award per il miglior debutto nel 2001. La loro discografia per la EMI comprende La Bonne Chanson di Fauré con Ian Bostridge; Il Quintetto La trota di Schubert con Thomas Adès e Corin Long; un doppio disco dei quartetti d'archi di Britten, vincitore del MIDEM Cannes Award; i quartetti "Dissonance" e "Hoffmeister" di Mozart e i quartetti completi di Bartók, per i quali il Quartetto ha ricevuto il titolo di Chamber Music Ensemble of the Year dagli Echo Klassik Awards tedeschi ed una nomination per un Gramophone Award nel 2008. La loro pubblicazione più recente, un doppio disco degli ultimi Quartetti di Schubert ed il Quintetto d'archi con Valentin Erben per la EMI, è stata nominata per un Gramophone Award.
Il Belcea Quartet è il Quartetto in Residenza della Guildhall School of Music and Drama, Londra e, dall'inizio della stagione 2010/11, è il gruppo in residenza presso la Wiener Konzerthaus.

## Membri
- Corina Belcea-Fisher, violino
- Suyeon Kang, violino
- Krzysztof Chorzelski, viola
- Antoine Lederlin, violoncello

## Ex membri
- Alasdair Tait, violoncello
- Laura Samuel, violino
- Matthew Talty, violoncello
- Axel Schacher, violino

## Registrazioni
Lista parziale di registrazioni:
- Debussy, Dutilleux, Ravel – Quartetti d'archi, 2001
- Schubert – Quartetti d'archi, 2002[5]
- Brahms – Quartetti d'archi, 2004[6]
- Britten – Quartetti d'archi, 2005[7]
- Schubert – Quintetto La trota (con il pianista Thomas Adès), 2005[8]
- Mozart – Quartetti d'archi, 2006 (gruppo originale)
- Bartók – Quartetti d'archi completi, 2008
- Schubert – Quintetto d'archi (con Valentin Erben), Quartetto in Sol, Quartetto in Re minore, 2009
- Beethoven – Quartetti d'archi completi, 2014

## Recensioni di concerti selezionate
- Tim Ashley, "Belcea/ Bostridge/ Adès", in The Guardian, 7 dicembre 2001.
- Ivan Hewett, "Poise and personality" (XML) [collegamento interrotto], in The Telegraph, 9 luglio 2002.
- Tom Service, "Bostridge/ Drake/ Belcea Quartet", in The Guardian, 19 agosto 2002.
- Geoffrey Norris, "Quest for the new" (XML) [collegamento interrotto], in The Telegraph, 31 ottobre 2002.
- Geoffrey Norris, "Profundity and vision" (XML) [collegamento interrotto], in The Telegraph, 4 marzo 2003.
- David Fanning, "Aldeburgh Festival: precision of a madman" (XML) [collegamento interrotto], in The Telegraph, 24 giugno 2003.
- Andrew Clements, "The Turn of the Screw", in The Guardian, 20 luglio 2004.
- Tom Service, "Belcea Quartet/Kildea", in The Guardian, 1º novembre 2004.
- Erica Jeal, "Janacek at 150", in The Guardian, 16 dicembre 2004.
- Rian Evans, "An Evening in Buenos Aires" (review from Bath Festival), in The Guardian, 7 giugno 2005.
- George Hall, Review of June 2005 Wigmore Hall concert, in The Guardian, 22 giugno 2005.
- Geoffrey Norris, "Four strings weave a taut web" (XML) [collegamento interrotto], in The Telegraph, 5 giugno 2006.
- Geoffrey Norris, "Apt tribute to Britten's originality" (XML) [collegamento interrotto], in The Telegraph, 5 dicembre 2006.